# Дексикреон
Дексикрео́н (др.-греч.  Δεξικρέων , или Δεξικρέοντας) — самосский купец, персонаж греческой мифологии и «Моралий» Плутарха.

## Мифология
Эту историю Плутарх приводит в своих «Греческих вопросах». Возможно, она является его или чьей-то выдумкой, фантазией и ничего подобного никогда не происходило на самом деле. Но почему-то на Самосе Афродиту, как утверждает автор, зовут Дексикреонтовой.
Однажды некий судовладелец с острова Самос по имени Дексикреон собрался торговать с Кипром. Он уже готовился к погрузке товаров на корабли, но тут вдруг перед ним явилась Афродита, приказала ему брать на борт лишь воду и незамедлительно отплывать. Он повиновался и, набрав как можно больше воды, отчалил от берега. Когда они уже достаточно отошли от суши, в море их застало полное безветрие, и корабли встали. Продолжалось это довольно долго, так что купцы и корабельщики, находившиеся на борту, стали страдать от жажды. Дексикреон, смекнув, что к чему, принялся всем желающим отпускать воду за деньги. Таким образом его выручка составила весьма внушительную сумму. В благодарность за то, что богиня помогла ему обогатиться, часть из этих средств он выделил на статую в её честь, названную его именем. «Если это правда, — заканчивает рассказ Плутарх, — то необходимо добавить, что богиня желала не богатства для одного, а спасения для многих».